# عامر عبد الجبار
عامر عبد الجبار إسماعيل (1962 -) هو مهندس بحري عراقي، ووزير النقل في الحكومة العراقية منذ 2008 حتى 7 تموز عام 2010م، حين أُقيل من منصبه. ويُعتقد أن سبب إقالته كان لرفضه حلّ الخطوط الجوية العراقية من أجل خصخصة النقل الجوي، ولم تكن له كتلة تدافع عنه، لأنه كان مستقلاً، ثم التحق بائتلاف دولة القانون في آذار عام 2010. وهو رئيس تجمع الفاو زاخو، الذي ينتسب إليه خبراء اقتصاديون عراقيون.